# Марія Клевська (герцогиня Орлеанська)
Марі́я Кле́вська (19 вересня 1426 — 23 серпня 1487) — третя і остання дружина Карла, герцога Орлеанського. Мати короля Франції Людовика XII.

## Життєпис
Марія була першою дитиною Адольфа I, герцога Клевського, та його другої дружини Марії Бургундської.
Марія була покровителькою мистецтв і замовляла багато робіт; вона також була поетесою, писала балади й вірші. 27 листопада 1440 року Марія вийшла заміж за Карла, герцога Орлеанського. Нареченій на той момент було 14 років, а нареченому — 46 років. У подружжя народилися син і дві дочки.
Після смерті герцога вона 1480 року таємно вступила в повторний шлюб з одним із її камер-юнкерів із Артуа, який був на кілька років молодшим від неї.

## Родина
Чоловік — Карл I, герцог Орлеанський
Діти:
- Марія Орлеанська (1457—1493), одружена з Жаном де Фуа[ru] (пом. 1500), графом д'Етамп, віконтом Нарбонни[ru]
- Людовик XII Орлеанський (1462—1515), герцог Орлеанський (Людовик II), король Франції (від 1498)
- Анна Орлеанська (1464—1491), абатиса де Фонтевро

## У мистецтві
Марія є головною дійовою особою історичного роману Хелли Хаассе «Заблукавши в темному лісі», вперше опублікованого 1949 року.